# Fiat 643

Le Fiat 643 est un camion de moyen lourd tonnage, polyvalent, fabriqué par le constructeur italien Fiat V.I. à partir de 1963.
Présenté en pleine période du boom économique italien, ce camion remplace le Fiat 642 et sera le dernier de la série 600 à recevoir la célèbre cabine Fiat dite « baffo » aux célèbres moustaches.
Le Fiat 643N reprend le même principe de structure de châssis robuste mais bénéficie du nouveau moteur Fiat 220 de 9,1 litres de cylindrée. Il dispose de la seconde série de la cabine Fiat « baffo ». Ses grandes qualités - robustesse, fiabilité - en feront le camion très apprécié pour sa polyvalence. Il restera en production pendant 7 ans.
Le Fiat 643N sera décliné en version porteur et tracteur de semi-remorques. Il connaîtra 2 séries distinctes jusqu'en 1970 date à laquelle il sera remplacé par le Fiat 673 avec sa cabine "américaine" :

## Série Fiat 643
| Modèle                               | Années de production | Type moteur | Cylindrée cm3 | Puissance ch DIN   | PTC en tonnes |
| ------------------------------------ | -------------------- | ----------- | ------------- | ------------------ | ------------- |
| Fiat 643N avec remorque 28 t         | 1963 - 1970          | Fiat 220    | 9 161         | 160 à 2 400 tr/min | 17,0          |
| Fiat 643E - Export 17t + remorque    | 1963 - 1970          | Fiat 220    | 9 161         | 161 à 2 400 tr/min | 17,0/30       |
| Fiat 643N1 avec remorque 32 t        | 1963 - 1970          | Fiat 220    | 9 161         | 160 à 2 400 tr/min | 17,0/32,0     |
| Fiat 643E1 Export                    | 1963 - 1970          | Fiat 220    | 9 161         | 160 à 2 400 tr/min | 17,0          |
| Fiat 643T/T1 Tracteur semi remorques | 1963 - 1970          | Fiat 220    | 9 161         | 160 à 2 400 tr/min | 32,2          |

## Le Fiat 643 produit à l'étranger
Le camion Fiat 643 a été fabriqué non seulement dans les usines italiennes de Fiat V.I. mais également en Turquie par Fiat Otoyol de 1967 à 1970 (478 exemplaires) et au Venezuela dans l'usine FIAV de La Victoria.